# Berthold Wulf
Berthold Wulf (* 2. Juli 1926 in Hannover; † 11. Juni 2012 in Müllheim TG, Schweiz) war ein deutscher Pfarrer der Christengemeinschaft, Schriftsteller und freischaffender Kursleiter sowie Vortragsredner im Rahmen der Anthroposophie.

## Leben und Wirken
Berthold Wulf wurde als dritter Sohn von Bertha, geb. Lübke, und Karl Wulf, einem Musiker und Dirigenten, in Hannover geboren. Seine Kindheit verlebte er mit seinem knapp drei Jahre älteren Bruder, der Pianist wurde, und seinem Zwillingsbruder, der später als Bildhauer und Schnitzer von hölzernen Madonnen ebenfalls Künstler wurde, in Bad Salzdetfurth nahe Hildesheim bei Hannover. Während dieser Zeit verfasste er seine ersten Gedichte, denen jedoch wenig Beachtung geschenkt wurde. Schlagartig endete diese Zeit mit dem Kriegsdienst, den er mit 17 Jahren antreten musste. Dabei überlebte er die Invasion in der Normandie an vorderster Front. Gegen Kriegsende hin war er an der Ostfront. Anschließend kam er fünfmal in Kriegsgefangenschaft, jedes Mal von einer abenteuerlichen Flucht gefolgt. Nach einer dreimonatigen Heimreise fand er sein Zuhause unversehrt vor und trat dann eine vierjährige Lehre als Goldschmied an.
Mit 21 Jahren wurde er Mitglied der Anthroposophischen Gesellschaft. Eigentlich wollte er Dominikaner werden, wurde jedoch von einem Freund auf die Christengemeinschaft hingewiesen, worauf er das Priesterseminar der Christengemeinschaft in Stuttgart besuchte. Dort empfing er 1953 die Priesterweihe. Danach besuchte er einige Vorlesungen der Theologie und Philosophie an der Universität Tübingen. In Stuttgart lernte er auch Ingeborg Köhler kennen, die er 1954 heiratete. In der Ehe wurden drei Söhne geboren. 1953 begann er in Berlin als Priester tätig zu werden, später in Heidelberg und Zürich, wo er bis zu seinem Ruhestand seinen Beruf ausübte.
Berthold Wulf hielt rund 8.000 Vorträge im deutschsprachigen Raum, vor allem in der Schweiz und in Süddeutschland. Der größte Teil seines Gesamtwerks ist Poesie, häufig in Terzinen, über zahlreiche Themen aus Natur, Literatur oder Religion. Hauptthemen seiner Prosawerke sind Dichtung und Philosophie der Goethezeit und sein von der Anthroposophie geprägtes Verständnis des Christentums.

## Werke (Auswahl)
Sein literarisches Werk ist in einer im Selbstverlag herausgegebenen Gesamtausgabe vereint; diese umfasst 23 Bände.
Nachfolgend eine Auswahl der Einzelausgaben:
- Idee und Liebe. Eine Betrachtung zu Goethes „Faust“ 2. Teil. Mellinger, Stuttgart 1959
- Den Trostbrunnen hat er in seiner Hand. Gedichte. Turm (Turm-Bücherei 10), Bietigheim 1962
- Hinter unsern Hügeln. Gedichte. Turm, Bietigheim 1963
- Melissa. Gedichte. Turm, Bietigheim 1963
- Gedanke und Gegenwart. 3 Kapitel zur Philosophie. Roter Reiter, Langnau am Albis 1964
- Idee und Denken. Beiträge zum Verständnis der Philosophie des deutschen Idealismus mit besonderer Berücksichtigung von Kant, Fichte und Hegel. Freies Geistesleben (Studien und Versuche 9), Stuttgart 1964
- Doctor Angelicus. Are, Ahrweiler 1964
  - Neuausgabe als: Thomas von Aquin. Doctor Angelicus. Freies Geistesleben, Stuttgart 1982
- Athen und Ephesus. Von der Geburt des Christentums und der Seele Griechenlands. Die Kommenden, Freiburg im Breisgau 1965
- Im Himmel und auf Erden. Eine Dichtung. Turm, Bietigheim 1965
- Canticum mundi. Eine Dichtung. Turm, Bietigheim 1967
- Ewiges Evangelium. 14 Elegien. Neue Gedichte. Turm, Bietigheim 1968
- Das heilige Mahl, Brot und Wein. Die Kommenden, Freiburg im Breisgau 1969
- Natur und Geist. Das Geistige in der Natur und seine Offenbarung in der geschichtlichen Erscheinung des Christentums. Die Kommenden, Freiburg im Breisgau 1971
- Vom Ursprung der Erde. Mythologie, Naturerkennen, Geisteswissen. In Erinnerung an Novalis’ „Magischen Idealismus“. Phil.-Anthr. Verlag, Dornach 1972
- Maximen des Christentums. Goethes religiöse Welterfahrung. Urachhaus, Stuttgart 1975
- Sils Maria, Fextal. Gedichte. Die Kommenden, Freiburg im Breisgau 1977
- Geheimnisvolle Erde. Ihre Sterbe- und Werdevorgänge und das menschliche Erkenntnisvermögen. Die Kommenden, Freiburg im Breisgau 1980
- Tod, nachtodliches Leben, Wiederverkörperung und die Mysterien Christi. Zur Christologie des Bewusstseins. Die Kommenden, Freiburg im Breisgau 1981
- Hiob, der Wanderer. Drama in 5 Akten. Bläschke, Sankt Michael 1983
- Kalendarium der Ewigkeit. Bläschke, Sankt Michael 1983
- Tage in Indien. Gedichttagebuch einer Reise über Dhahran – Dubai – Bombay – Bangalore – Puttaparthi. Ogham (Ogham-Bücherei 10), Stuttgart 1983
- Das Erdenleben Christi und die Lebensstufen der Erde. Das Evangelium und die Evolution. Die Kommenden, Freiburg im Breisgau 1983